# Chiesa dei Santi Giacomo e Cristoforo (Bosco Gurin)
La chiesa parrocchiale dei Santi Giacomo e Cristoforo è un edificio religioso di Bosco Gurin, in Canton Ticino.

## Storia
La chiesa fu consacrata nel 1253 quando forse si separò dalla chiesa matrice di Cevio. A fronte di queste origini antiche, l'edificio fu ricostruito e rielaborato più volte tra il Seicento e l'Ottocento.

## Descrizione

### Esterno
È un edificio a navata unica rimaneggiato nel 1464, forse nel 1581 e trasformato in stile barocco nel XVII secolo; negli anni 1842-1845 venne aggiunto il coro tardoneoclassico. Sul lato sud c'è il campanile sopraelevato nel 1779 con una meridiana eseguita a graffito da Hans Tomamichel nel 1943. La chiesa subì restauri negli anni 1949-1950 e 1993.

### Interno
All'interno l'aula è coperta da volte a botte lunettate; l'ultima campata corrisponde all'antico coro coperta con volta a crociera. Nelle cappelle di Sant'Antonio abate e della Madonna del Rosario sono presenti affreschi del 1688, questi ultimi attribuiti a Giovanni Finale. La cappella meridionale ospita un retablo in stile barocchetto nel quale trova posto una statua raffigurante la Madonna. Nella cappella di San Teodoro l'altare del 1746 circa reca un'urna del 1887 contenente il corpo del martire romano qui traslato nel 1687, nascosto da un pannello su cui è dipinto il Santo titolare.